# Elvis' 40 Greatest
Elvis' 40 Greatest es un álbum recopilatorio del cantante y músico estadounidense Elvis Presley. Salió a la venta en 1974 y fue el álbum más vendido en el Reino Unido durante el periodo navideño de ese año, pero junto con todos los álbumes de K-tel, Ronco y Arcade, no pudo entrar en la lista de álbumes del Reino Unido hasta 1975 porque se consideraba que la fuerte publicidad televisiva y los bajos precios distorsionaban las listas. Finalmente alcanzó el número uno en la UK Albums Chart en 1977, y se convirtió en el décimo álbum más vendido de la década de 1970 en el Reino Unido. [cita requerida]
Originalmente fue prensado con una cubierta marrón y una imagen adulterada de Elvis, con etiquetas azules, este prensado de corta duración fue reemplazado por copias con etiquetas amarillas. El lanzamiento de 1977, que apareció en la nueva etiqueta azul de RCA "signature", acreditada a "RCA Special Products", fue lanzado simultáneamente en vinilo negro y en una edición más cara de vinilo rosa. El vinilo negro vendió unas 250.000 copias menos que el vinilo rosa, lo que lo convierte en el artículo más coleccionable, aunque los fans suelen ser engañados pensando que el vinilo rosa es "raro". De hecho, es uno de los álbumes recopilatorios de Elvis más comunes y más vendidos de todos los tiempos. 

## Lista de canciones
Disco Uno:
1. Heartbreak_Hotel
2. Don't Be Cruel (To a Heart That's True)
3. Hound Dog
4. All Shook Up
5. I Want You, I Need You, I Love You
6. Too Much
7. Love Me Tender
8. I Was the One
9. Jailhouse Rock
10. (Let Me Be Your) Teddy Bear
11. Playing for Keeps
12. Any Way You Want Me (That's How I Will Be)
13. I Beg of You
14. Treat Me Nice
15. Loving You
16. Hard Headed Woman
17. That's When Your Heartaches Begin
18. Wear My Ring Around Your Neck
19. When My Blue Moon Turns to Gold Again
20. Old Shep

Disco Dos:
1. It's Now or Never
2. Stuck on You
3. (Now and Then There's) a Fool Such as I
4. Don't
5. I Got Stung
6. A Big Hunk O' Love
7. Surrender
8. A Mess of Blues
9. Are You Lonesome Tonight
10. I Gotta Know
11. Little Sister
12. I Feel so Bad
13. Can't Help Falling in Love
14. Rock-a-Hula Baby
15. Anything That's Part of You
16. Good Luck Charm
17. She's Not You
18. Just Tell Her Jim Said Hello
19. Where Do You Come From
20. Return to Sender